# Miloš Zeman
Miloš Zeman (Kolín, 1944. szeptember 28. –) cseh közgazdász, politikus, 1998 és 2002 között miniszterelnök, 2013-ban az első közvetlen államfőválasztáson Csehország elnökévé választották a parlamenten kívüli Polgári Jogok Pártja – Zemanék színeiben. 1992 és 2007 között a Cseh Szociáldemokrata Párt párt tagja volt, 1993–2001-es időszakban pedig a párt vezetője.

## Élete
1944. szeptember 28-án született a közép-csehországi Kolínban, a Cseh–Morva Protektorátusban. 1968-ban lépett be a Kommunista Pártba a prágai tavasz idején. A Varsói Szerződés csehszlovákiai bevonulását nyíltan elítélte, így 1970-ben kizárták a pártból.
Neve először akkor vált ismertté, amikor 1989-ben megjelent Prognosztika és peresztrojka című írása a prágai Technicky magazín lapban. Ebben a szocialista gazdaságpolitikát bírálta. Az éles kritikája botrányt okozott, és elveszítette állását is. A novemberi forradalom után parlamenti képviselő lett, majd 1993-ban a Szociáldemokrata Párt vezetője.
Az 1998-as választási győzelem után négy évig Csehország miniszterelnöke lett. Zeman ekkor megkötötte a híres „ellenzéki szerződés”-t Václav Klausszal, ami alapján bizonyos posztok megszerzéséért cserébe a Polgári Demokrata Párt nem buktatta meg Zeman kisebbségi kormányát. A szerződés azóta is sok kritika tárgya. Miniszterelnöksége sikeresnek mondható, ám több korrupciós ügy köthető ehhez az időszakhoz, például Stanislav Gross hirtelen meggazdagodása. Zeman akkor védelmébe vette belügyminiszterét, ám ezt később legnagyobb tévedésének nevezte.
2001 áprilisában Vladimír Špidla váltotta a Szociáldemokrata Párt élén. Zeman ekkor visszavonult a politikától és vidékre költözött. Alig egy év múlva, 2003-ban visszatért a politikai életbe és jelölték az elnökválasztáson, ám elveszítette azt Václav Klausszal szemben, pártja belviszályai miatt. Ezután a pártvezetés éles kritikusa lett. 2007. március 31-én kilépett a Szociáldemokrata Pártból, miután összekülönbözött annak akkori vezetőjével, Jiří Paroubekkel. 2009 októberében megalapította a Polgári Jogok Pártja – Zemanék pártot. 2013-ban ennek a pártnak a színeiben nyerte meg az első közvetlen államfőválasztást. Március 8-án, Václav Klaus hivatali idejének lejárta után lépett hivatalba. 2018. január 27-én újraválasztották.
2023. március 3-án kerekesszékben ülve fogadta Novák Katalin magyar köztársasági elnököt.
2023. március 9-én Petr Pavel követte hivatalában.